# Hour Glass
Gli Hour Glass furono un gruppo musicale statunitense attivo nel biennio 1967-1968. Tra i loro membri ci furono due futuri membri della Allman Brothers Band (Duane Allman e suo fratello Gregg) e tre futuri musicisti da studio ai Fame Studios di Muscle Shoals, Alabama (Pete Carr, Johnny Sandlin e Paul Hornsby).

## Storia
Howard Duane Allman nasce il 20 novembre 1946 a Nashville, nel Tennessee, seguito, l'8 dicembre 1947, dalla nascita di Gregory Lenoir Allman. Nel 1957, pochi anni dopo l'assassinio del padre, un ex sergente dell'esercito statunitense. la famiglia si trasferisce a Daytona Beach, Florida, alla ricerca di migliori condizioni di vita.
Nell'estate del 1959 Duane e Gregg si recano al Nashville Auditorium per vedere il loro primo concerto di rock 'n'roll: si esibivano B.B. King e Jackie Wilson. Ricorda Gregg: 
(Gregg Allman)
Tornati in Florida, i fratelli iniziano a studiare musica seriamente. Nel 1960 Gregg consegna giornali per permettersi l'acquisto di una chitarra acustica modello Sears. Anni dopo l'acquisto dello strumento, dichiarerà: 
(Gregg Allman)
Duane abbandona la scuola per meglio dedicarsi allo studio della chitarra da autodidatta, mentre Gregg termina il liceo. A partire dal 1961 i fratelli suonano in vari complessi giovanili come chitarristi, e solo nel 1965 formano un proprio gruppo: gli Allman Joys. Questi suonano dal vivo cover di canzoni come I'll Go Crazy di James Brown e nel 1966 registrano il loro primo 45 giri proponente una reinterpretazione di Spoonful di Willie Dixon. Un anno dopo le scarse vendite del vinile e il basso successo riscosso dal gruppo conducono la band ad un inevitabile scioglimento.
Nel 1967 i fratelli formano gli Allman-Act assieme a Paul Hornsby, Johnny Sandlin e Mabron McKinney, che successivamente verrà rimpiazzato da Pete Carr. In breve tempo ottengono un'audizione dalla Liberty Records, che li mette sotto contratto e cambia il nome del gruppo in Hour Glass. La band registra due album: l'omonimo Hour Glass, nel 1967, e Power of Love, nel 1968. L'etichetta discografica, interessata quasi esclusivamente alle doti canore di Gregg, esercita uno stretto controllo sullo stile musicale del gruppo. Questo provoca una forte insoddisfazione tra i componenti della band, tanto che si scioglierà nel 1968. A causa degli impegni contrattuali, solo Gregg continuerà a lavorare per la Liberty Records.
I fratelli Duane e Gregg formeranno in seguito la Allman Brothers Band.

## Formazione
- Duane Allman - chitarra, sitar elettrico, voce
- Gregg Allman - voce, organo, pianoforte, chitarra
- Paul Hornsby - pianoforte, organo, chitarra, voce
- Johnny Sandlin - percussioni, chitarra, gong
- Mabron McKinney - basso (1967)
- Bob Keller - basso (1967)
- Pete Carr - basso, chitarra, voce (1967–1968)

## Discografia

### Album in studio
- 1967 – Hour Glass (Liberty)
- 1968 – Power of Love (Liberty)

### raccolte
- 1973 – The Hour Glass
- 2004 – Southbound